# مقاطعة روكوول (تكساس)
مقاطعة روكوول (بالإنجليزية: Rockwall  County)‏ هي إحدى المقاطعات في ولاية تكساس، الولايات المتحدة الأمريكية.

## أعلام
- هنري ويد